# رابرت جی. فریه
رابرت جی. فریه (انگلیسی: Robert J. Ferrier; ۷ اوت ۱۹۳۲ – ۱۱ ژوئیهٔ ۲۰۱۳) شیمیدان اهل نیوزیلند بود. واکنش کربوسیکل‌دار کردن فریه در شیمی آلی به افتخار وی نامگذاری شده است.